# Nikolaj Anikin
Nikolai Petrovitsj Anikin (Russisch: Николай Петрович Аникин) (Isjim, 25 januari 1932 - Duluth, 14 november 2009) was een Russisch langlaufkampioen. Hij nam tweemaal deel aan de Olympische Spelen en won hierbij in totaal drie medailles.
Anikin was lid van de Moskouse sportclub Dinamo en won drie olympische medailles op de Olympische Winterspelen, twee medailles in de 4 x 10 km aflossing (goud: 1956, brons: 1960) en een bronzen medaille in de 30 km (1960). Op de Noorse wereldskikampioenschappen van 1958 won hij een zilveren medaille in de 4 x 10 km aflossing. In 1990 verhuisde hij naar Duluth in de Verenigde Staten en werkte er met zijn vrouw Antonina voor de later opgeheven lokale Gitchi Gummi Sport Association. Voor zijn sterven leed hij reeds twee jaar aan kanker.
Hij kreeg twee kinderen: Nikolai (jr.) en Irina.
1936: Nurmela, Karppinen, Lähde, Jalkanen ·
1948: Östensson, Täpp, Eriksson, Lundström ·
1952: Hasu, Lonkila, Korhonen, Mäkelä ·
1956: Terentjev, Koltsjin, Anikin, Koezin ·
1960: Alatalo, Mäntyranta, Huhtala, Hakulinen ·
1964: Asph, Jernberg, Stefansson, Rönnlund ·
1968: Martinsen, Tyldum, Grønningen, Ellefsæter ·
1972: Voronkov, Skobov, Simasjov, Vedenin ·
1976: Pitkänen, Mieto, Teurajärvi, Koivisto ·
1980: Rotsjev, Bazjoekov, Beljajev, Zimjatov ·
1984: Wassberg, Kohlberg, Ottosson, Svan ·
1988: Ottosson, Wassberg, Svan, Mogren ·
1992: Langli, Ulvang, Skjeldal, Dæhlie ·
1994: Albarello, Vanzetta, De Zolt, Fauner ·
1998: Sivertsen, Jevne, Dæhlie, Alsgaard ·
2002: Alsgaard, Estil, Skjeldal, Aukland ·
2006: Valbusa, Di Centa, Piller Cottrer, Zorzi ·
2010: Richardsson, Olsson, Södergren, Hellner ·
2014: Nelson, Richardsson, Olsson, Hellner ·
2018: Tønseth, Sundby, Krüger, Klæbo ·
2022: Tsjervotkin, Bolsjoenov, Spitsov, Oestjoegov